# Hybomitra lamades
Hybomitra lamades är en tvåvingeart som beskrevs av Philip 1961. Hybomitra lamades ingår i släktet Hybomitra och familjen bromsar.
Artens utbredningsområde är Nepal. Inga underarter finns listade i Catalogue of Life.